# Zákolanský potok (přírodní památka)
Zákolanský potok je přírodní památka ve Středočeském kraji v okresech Kladno a Praha-západ. Chráněné území zahrnuje Okořský rybník, koryto a břehy Zákolanského a Dobrovízského potoka v úseku od Houstouně k mostu silnice II/101 jižně od Kovár. Předmětem ochrany je biotop s populací ohroženého raka kamenáče a kriticky ohroženého raka říčního.

## Historie
Chráněné území vyhlásil krajský úřad Středočeského kraje dne 15. března 2017. Přírodní památka je v Ústředním seznamu ochrany přírody evidována pod číslem 6122.

## Přírodní poměry
Chráněné území měří 15,3161 hektaru, nachází se v nadmořské výšce 236–348 metrů v okresech Kladno a Praha-západ.  Přibližně pět hektarů přírodní památky se překrývá se stejnojmennou evropsky významnou lokalitou, jejíž rozloha je 10,1 hektarů.

### Abiotické podmínky
Geologické podloží tvoří fylitické droby a břidlice z období proterozoika, které se střídají s turonskými písčitými slínovci až spongilitickými jílovci a opukami. V geomorfologickém členění Česka leží lokalita v celku Pražská plošina, podcelku Kladenská tabule a v okrscích Hostivická tabule a Turská plošina. Okolní krajina je plochá, ale potok na styku s břidlicemi a drobami vytváří hlubší zářezy se strmými srázy. Z půdních typů se v širším okolí vyskytují černozemě, hnědozemě a kambizemě, ale na březích potoka převažují fluvizemě a oglejené půdy.
V rámci Quittovy klasifikace podnebí se celé území nachází v teplé oblasti T2, pro kterou jsou typické průměrné teploty −2 až −3 °C v lednu a 18–19 °C v červenci. Roční úhrn srážek dosahuje 550–700 milimetrů, počet letních dnů je 50–60, počet mrazových dnů se pohybuje mezi 100–110 a sněhová pokrývka zde leží 40–50 dnů v roce.

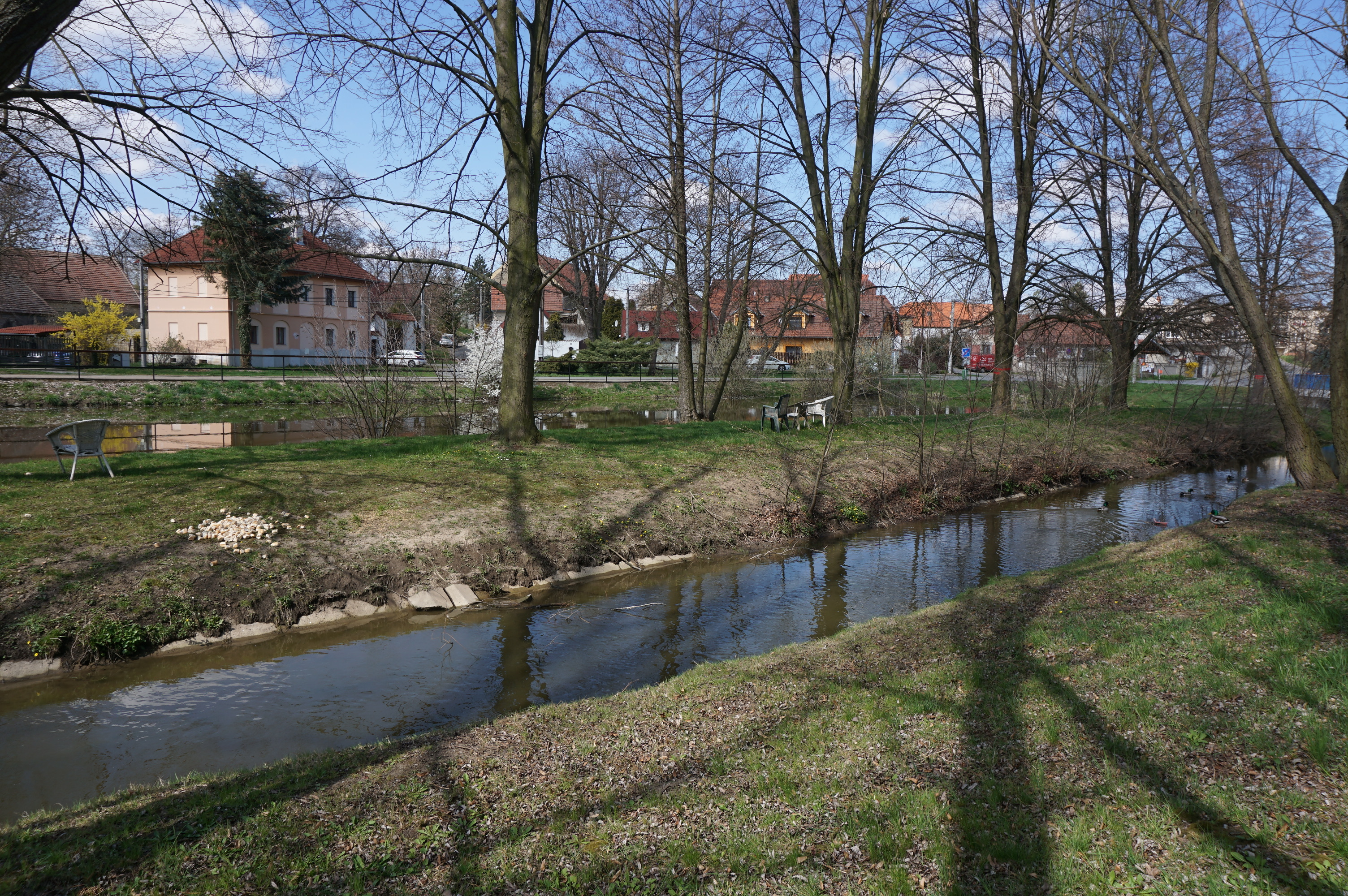
Regulované koryto Zákolanského potoka ve Velkých Číčovicích

Zákolanský potok pramení na severním okraji Pleteného Újezda a v Kralupech nad Vltavou se vlévá do Vltavy. Chráněné území však zahrnuje také jeho pravostranný přítok, kterým je Dobrovízský potok, a pokračuje až k silničnímu mostu silnice II/101 u Kovár. Koryto potoka bylo v minulosti v mnoha částech zahloubeno, napřímeno a regulováno, ale neudržované regulace břehů se postupně rozpadají. Přírodě blízký tok se nachází na středním toku mezi Okoří a Kováry. I přes znečištění a riziko splachování zemědělských chemikálií do vodního toku se potoce udržely populace raků.

### Flóra a fauna
Kromě populací raků patří k předmětu ochrany také přírodní stanoviště smíšených jasanovo-olšových lužních lesů, dubohabřiny, bezkolencové louky na vápnitých, rašelinných nebo hlinito-jílovitých půdách a extenzivní sečené louky nížin až podhůří.
Rak kamenáč (Austropotamobius torrentium) se v oblasti evropsky významné lokality vyskytuje s rakem říčním (Astacus astacus). Obývá zde i netypická stanoviště, kterými jsou nory vyhloubené ve dně a březích. Jeho populace je větší v horní části toku (včetně části Dolanského potoka mimo přírodní památku). V úseku pod Číčovicemi nebyli roku 2014 raci nalezeni. Příčinou je pravděpodobně znečištění vody.
Kromě raků v chráněném území žijí drobné ryby jako hrouzek obecný (Gobio gobio) a plotice obecná (Rutilus rutilus). Nalezena byla také nepůvodní střevlička východní (Pseudorasbora parva) a výjimečně se objevují také jelec tloušť (Squalius caphalus), lín obecný (Tinca tinca), hořavka duhová (Rhodeus sericeus) a pstruh obecný (Salmo trutta). Z mlžů se v potoce vyskytuje hrachovka rodu Pisidum a v Okořském rybníce žijí škeble říční (Anodonta anatina). Břehy potoka obývají ledňáček říční (Alcedo atthis) a ondatra pižmová (Ondatra zibethicus).